# Psalmopoeus langenbucheri
Psalmopoeus langenbucheri là một loài nhện trong họ Theraphosidae.
Loài này thuộc chi Psalmopoeus. Psalmopoeus langenbucheri được miêu tả năm 2006 bởi Joachim Schmidt, Bullmer & Thierer-Lutz.